# Törpecerkóf
A törpecerkóf (Miopithecus ogouensis) a cerkóffélék családjába (Cercopithecidae), azon belül pedig a cerkófmajomformák alcsaládjába (Cercopithecinae) tartozó faj.

## Elterjedése, előfordulása
Kamerun, Egyenlítői-Guinea, Gabon, a Közép-afrikai Köztársaság, Angola és a Kongói Köztársaság területén honos. sohasem hagyja el a nagyobb folyók környékét, többnyire a partmenti fákon tartózkodik.

## Megjelenése
Egy kis termetű afrikai majom. A legkisebb faj keskenyorrú majmok között. Testhossza mintegy 32–45 cm, testtömege 1,1-1,4 kg. A gaboni törpecerkófal ellentétben a bőre nem feketés, az arca és a fülei feketések. A szőr a szürke-zöld felső és alsó sárgás-fehér színű.

## Életmódja
Nappali és fán élő, de tud úszni is. A csoport 60-100 állatból áll. A csoportban kétszer annyi a nőstény, mint a hím. Az étrendjét főleg rovarok és gyümölcsök képezik, de hogy más növényi rész és a kis állatok is.

## Szaporodása
160 napos vemhesség végén a nőstény általában egyetlen kölyöknek ad életet.

## Természetvédelmi állapota
Vadászata és az élőhelyének megsemmisítése fenyegeti.

## Fordítás
- Ez a szócikk részben vagy egészben  a   Nördliche Zwergmeerkatze című német Wikipédia-szócikk fordításán alapul.  Az eredeti cikk szerkesztőit annak laptörténete sorolja fel. Ez a jelzés csupán a megfogalmazás eredetét és a szerzői jogokat jelzi, nem szolgál a cikkben szereplő információk forrásmegjelöléseként.